# Volkswagen Transporter T3
Pour un article plus général, voir Volkswagen Transporter.
Le Volkswagen Transporter T3 est un véhicule utilitaire léger produit par Volkswagen de 1979 à 1992. Il est, comme ses prédécesseurs et ses successeurs, décliné en de nombreuses versions allant du plateau au camping-car en passant par des versions tôlées, vitrées, etc. Il s'agit de la troisième génération du Volkswagen Transporter depuis 1950.

## Présentation

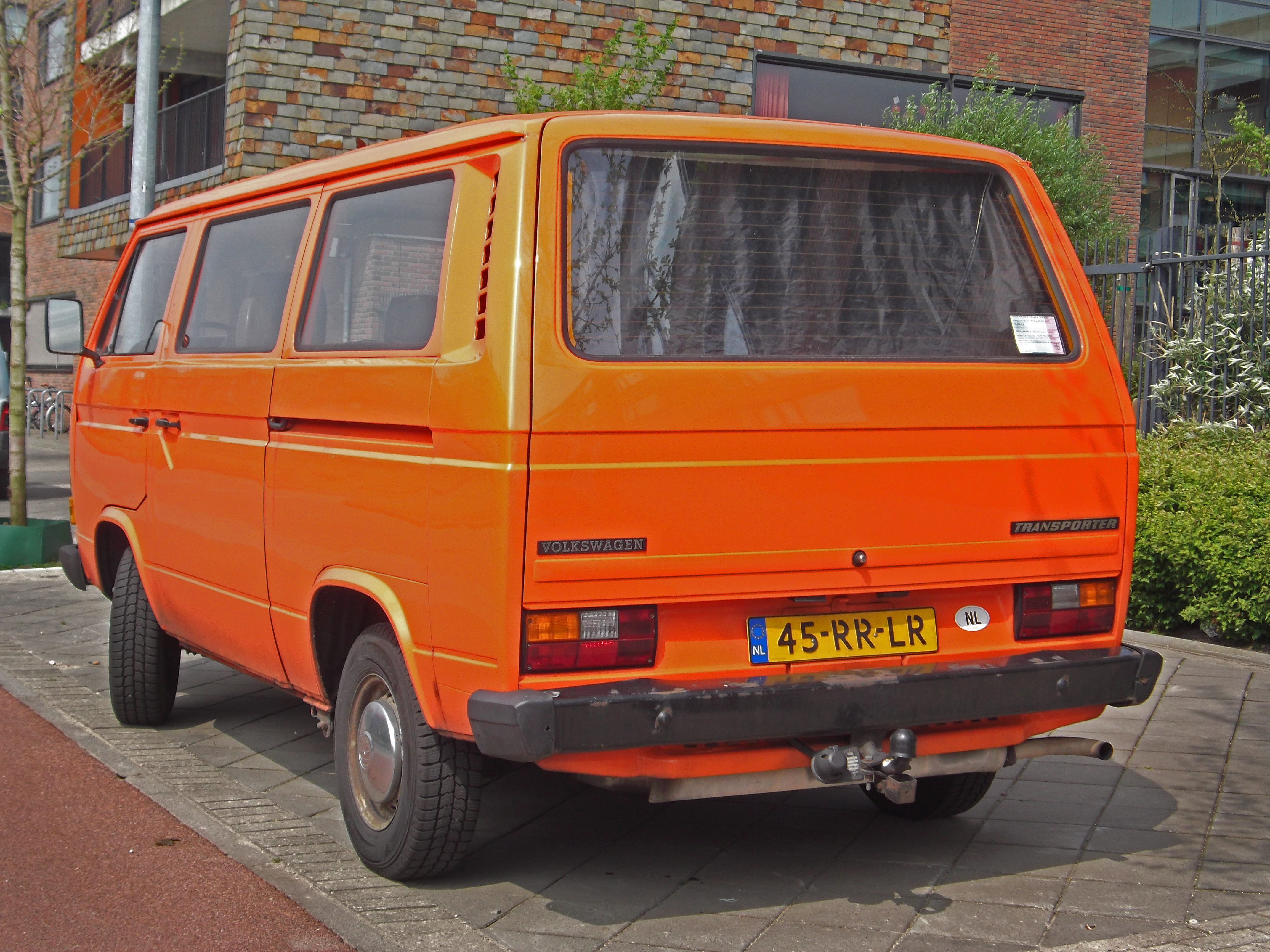
Volkswagen Transporter T3

Le véhicule est dès l'origine conçu pour recevoir des motorisations à refroidissement par eau. Il est cependant commercialisé exclusivement avec des moteurs « flat4 » refroidis par air (extra plats, type CT - pour City Transport - 1 600 cm3 ou CU/CV de 2 000 cm3) d'août 1979 à février 1981. À cette date, un moteur diesel dérivé de celui de la Golf est introduit. Le radiateur de refroidissement de ce moteur étant placé à l'avant, cela entraîne l’apparition d'une seconde calandre dans le bas de la face avant. On parle dès lors de T3a pour les refroidissements par air et de T3b pour les autres.

## Motorisations

### Essence
- CT : 1.6, 4 cylindres flat, refroidissement par air, de 1979 à 1982, 37 kW/50 ch
- CU : 2.0, 4 cylindres flat, refroidissement par air, de 1979 à 1982, 51 kW/70 ch
- CV : 2.0, 4 cylindres flat, refroidissement par air, de 1979 à 1982, 51 kW/70 ch, injection pour les États-Unis
- DF : 1.9, 4 cylindres flat, refroidissement liquide, à partir de 1982, 44 kW/60 ch
- DG : 1.9, 4 cylindres flat, refroidissement liquide, à partir de 1982, 57 kW/78 ch
- GW : 1.9, 4 cylindres flat, refroidissement liquide, de 1983 à 1985, 66 kW/90 ch, injection
- EY : 1.9, 4 cylindres flat, refroidissement liquide, à partir de 1985, 40 kW/55 ch
- SP : 1.9, 4 cylindres flat, refroidissement liquide, à partir de 1986, 54 kW/73 ch, modèles suisses
- DH : 1.9, 4 cylindres flat, refroidissement liquide, de 1984 à 1985, 61 kW/83 ch, injection et catalyseur
- MV : 2.1, 4 cylindres flat, refroidissement liquide, à partir de 1985, 70 kW/95 ch ou 89 ch avec boite automatique, injection et catalyseur
- DJ : 2.1, 4 cylindres flat, refroidissement liquide, à partir de 1985, 82 kW/112 ch
- SS : 2.1, 4 cylindres flat, refroidissement liquide, à partir de 1989, 68 kW/92 ch
- SR : 2.1, 4 cylindres flat, refroidissement liquide, à partir de 1986, 64 kW/87 ch, injection et catalyseur, modèles suisses

### Afrique du sud (moteur Audi 5 cylindres)
- AFU : 2.3, refroidissement liquide, à partir de 1991 jusqu'à 2002, 90 kW/122 ch
- AAY : 2.5, refroidissement liquide, à partir de 1991 jusqu'à 2002 100 kW/135 ch
- ADV : 2.6, refroidissement liquide, à partir de 1991 jusqu'à 2002 100 kW/135 ch

### Diesel
- CS : 1.6, 4 cylindres en ligne, de 1981 à 1987, 37 kW/50 ch
- JX : 1.6, 4 cylindres en ligne turbocompressé, à partir de 1985, 51 kW/70 ch
- KY : 1.7, 4 cylindres en ligne, à partir de 1987, 42 kW/57 ch

## Camping-car «Delher»
De 1981 à 1998, VW a confié à Delher (par ailleurs constructeur de bateaux) l'aménagement de séries limitées de camper-van « haut de gamme ».
Les premières séries des années 80 étaient bicolores et très prisées des représentants de commerce en Allemagne, qui, en étaient équipés, à la suite d'une défiscalisation spécifique et locale.
C'est une version luxueuse, de très bonne facture, reprenant des options de la gamme « Carat ». Très bien finie, ergonomique, elle comporte un coin cuisine, une glacière thermo électrique « principe Peltier », et même un astucieux coin douche. À l’arrière, des penderies amovibles et casiers permettent de ranger des vêtements et divers objets. La banquette arrière se transforme en couchage double type BZ. Une tablette rabattable, sert dépliée de table de repas et de porte, pour le meuble de rangement sous évier.
Un système de chauffage statique pulsé Eberspächer (de), utilisant le carburant, permet d'augmenter le confort à l'arrêt.
Rares et recherchés, ces véhicules ont été produits en petit nombre. En 1990, une série plus que confidentielle fut présentée : le Delher « Profi » avec quatre couchages, dont deux en niveau supérieur (surtout réservé aux enfants).
Seuls 150 exemplaires du modèle Blue star et 50 White star ont été réalisés.
Techniquement, ces véhicules bénéficiaient d'un moteur essence, injection « MV » 2 100 cm3 ou injection Wbx : refroidissement à eau, avec une boite auto « NJ » à 4 rapports, ce qui portait sa puissance à 89 ch.
Les cotes d'encombrement de ce modèle sont identiques aux autres T3, hormis la hauteur portée à 2,37 m.

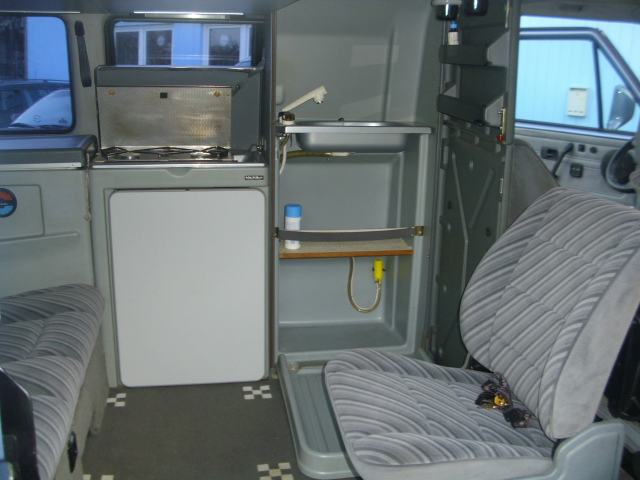
Bac à douche  escamotable
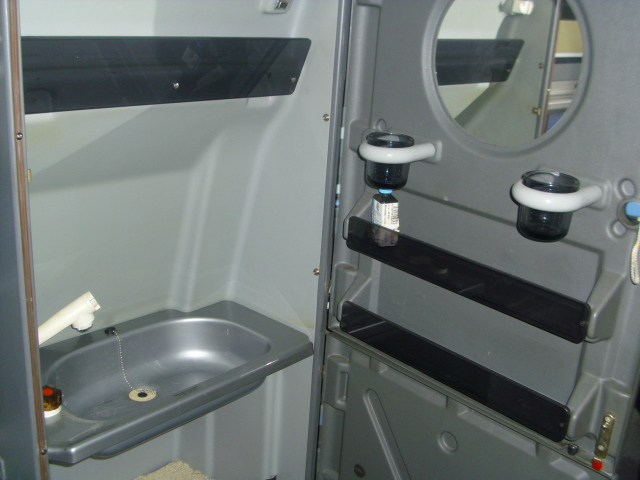
Coin toilette, Delher T3 Profi
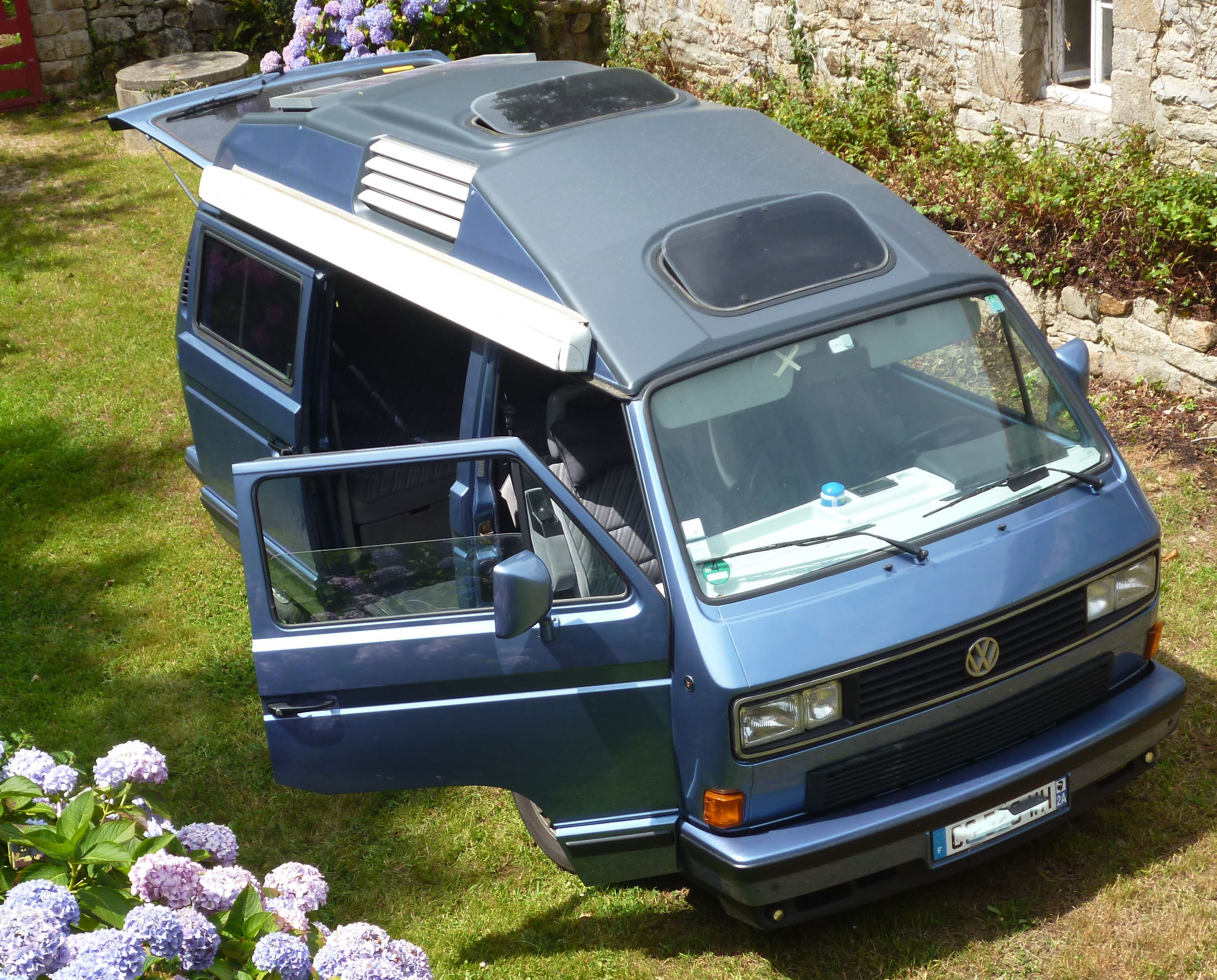
T3 Delher Profi 4+4
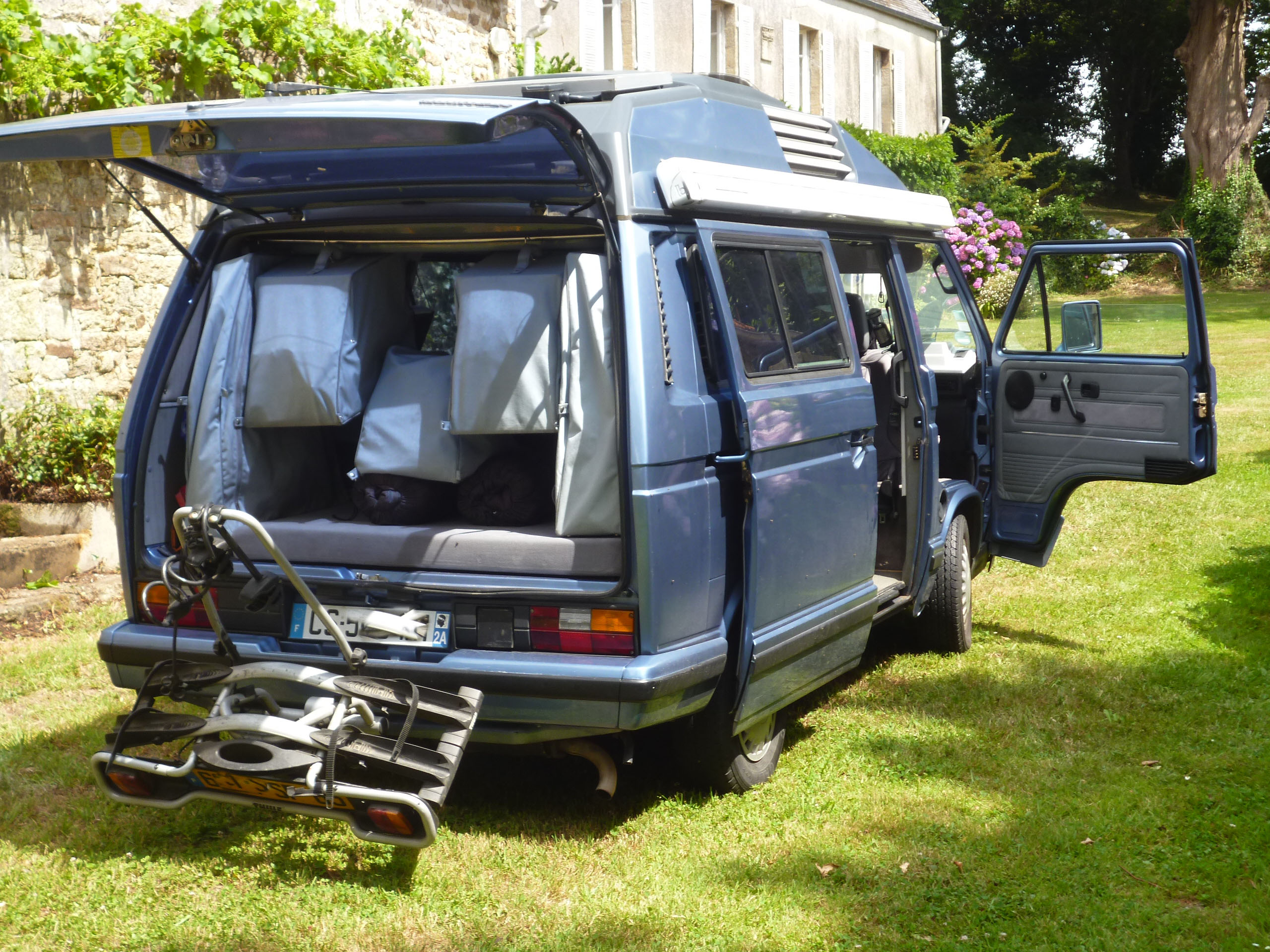
Options penderies amovibles modèle Delher Profi 1991
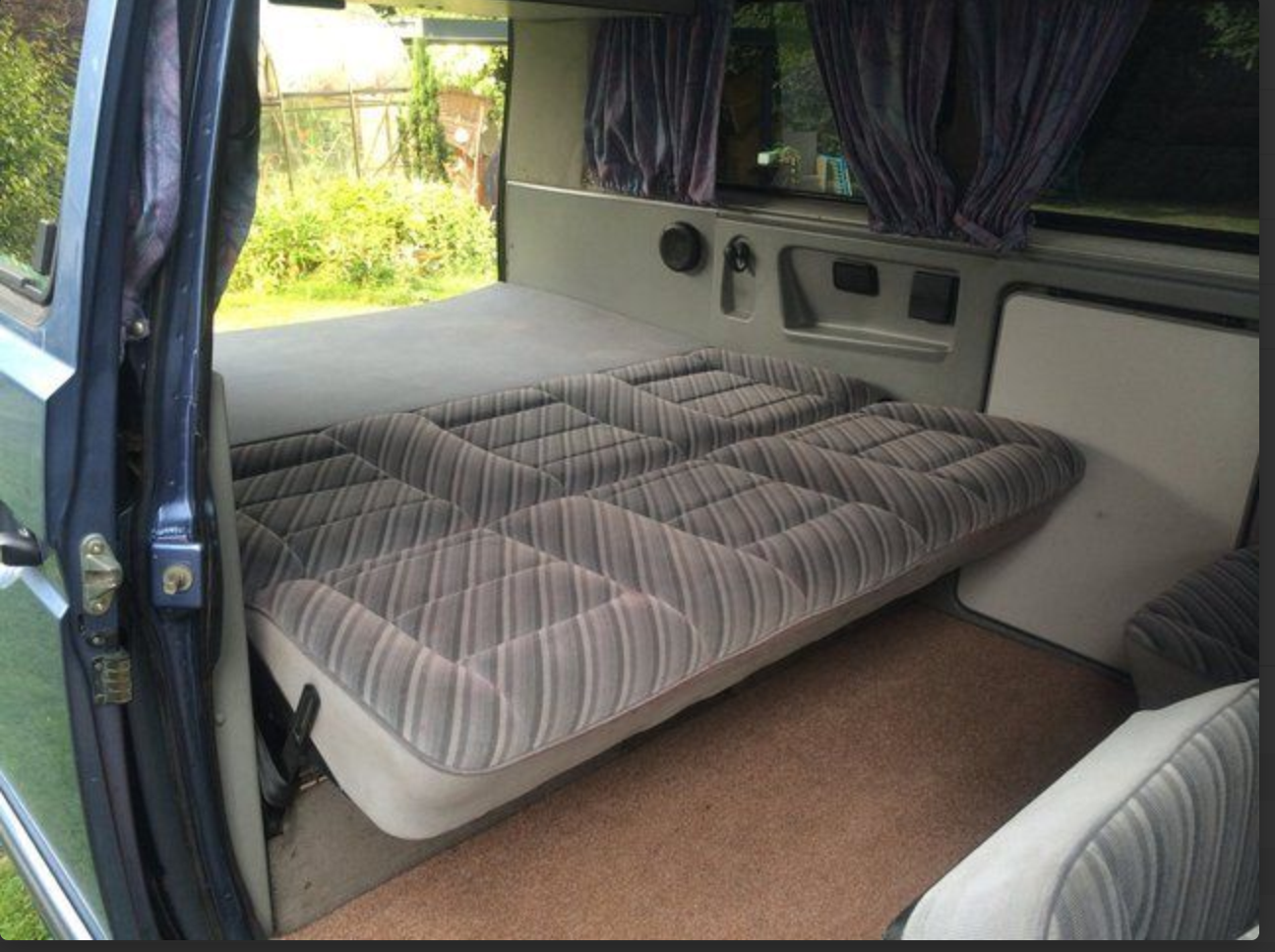

Par la suite, sur la base du T4, d'autres camping-car ont été produits jusqu'en 1998 (tel l'Optima), date à laquelle Delher cessa son activité Delher mobil pour conserver uniquement son département nautisme.

## Image dans la littérature et au cinéma
- En Camping-car, Ivan Jablonka, éd. Seuil, 2018 (à propos du VW Transporter T3 Joker Westfalia de sa famille dans les années 1980)[2].
- Magnum, p.i, série télévisée avec Tom Selleck diffusée de 1980 à 1988 dans laquelle apparaissait un transporter 3 jaune, orange et marron avec l'inscription Island Hoppers.

## Galerie

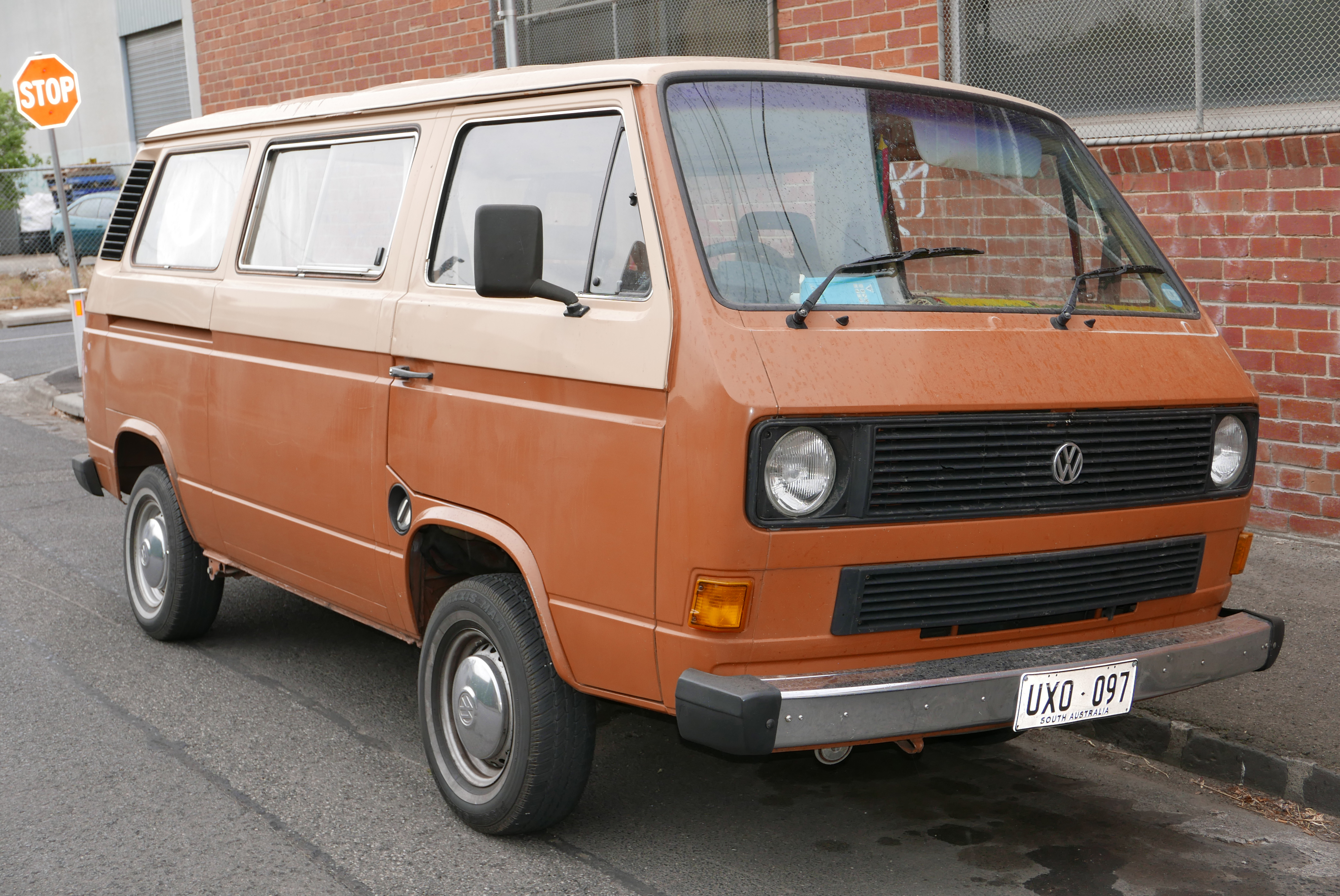
Volkswagen Caravelle T3
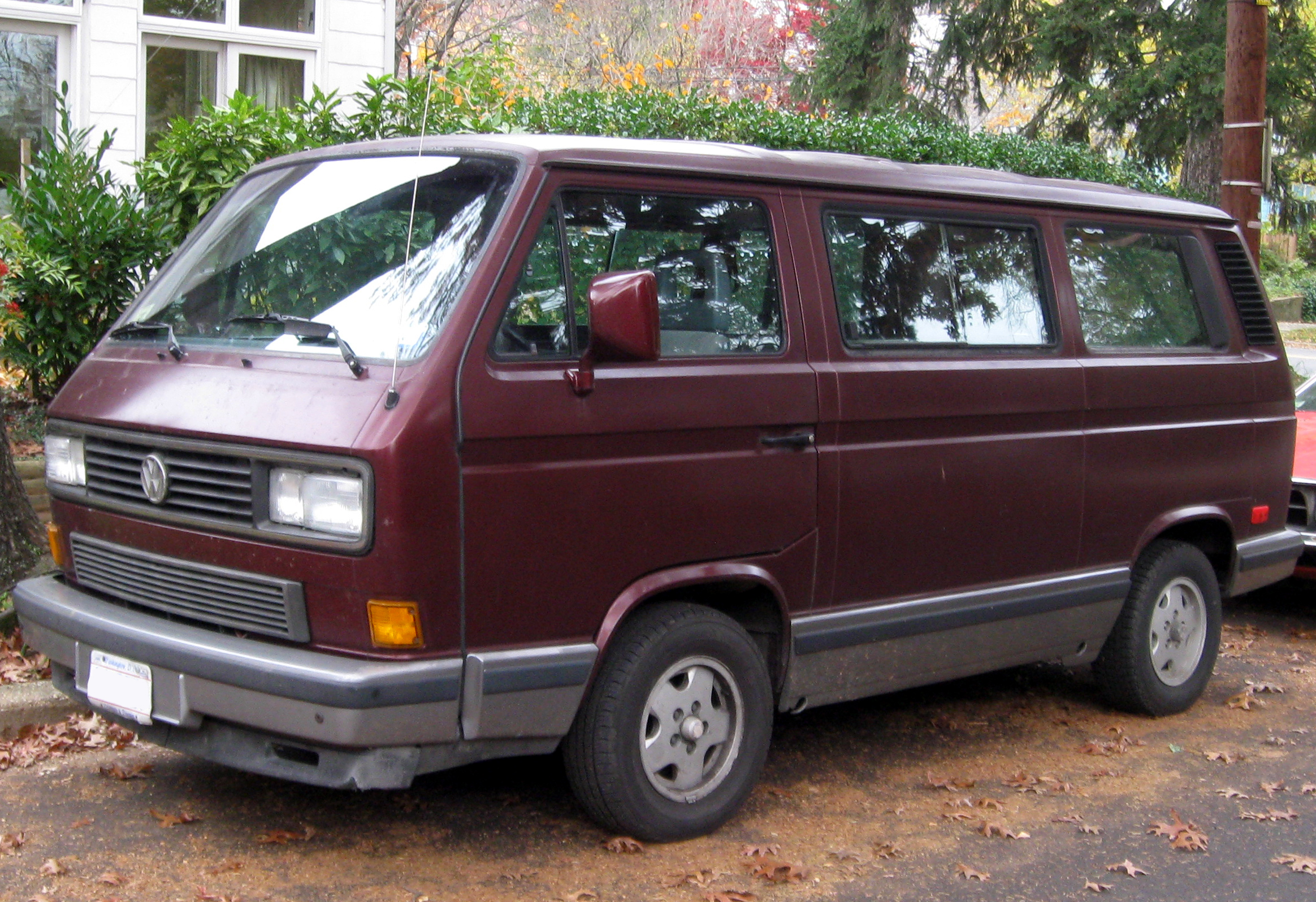
Volkswagen Vanagon
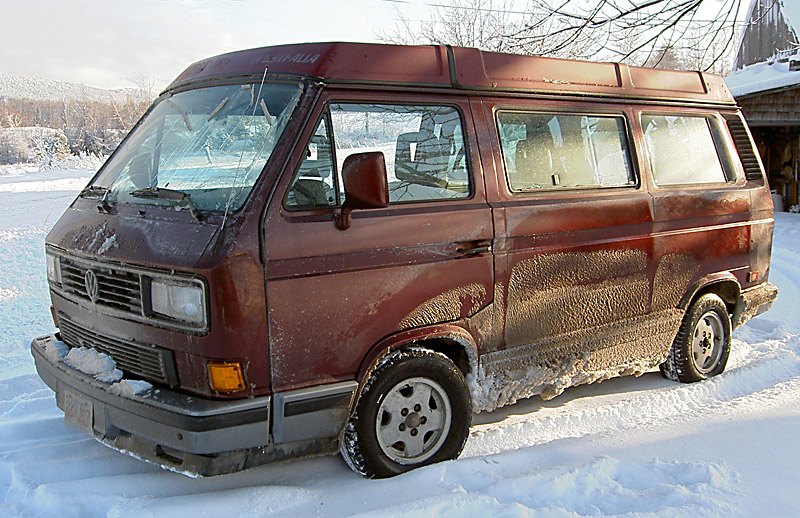
Volkswagen Multivan T3
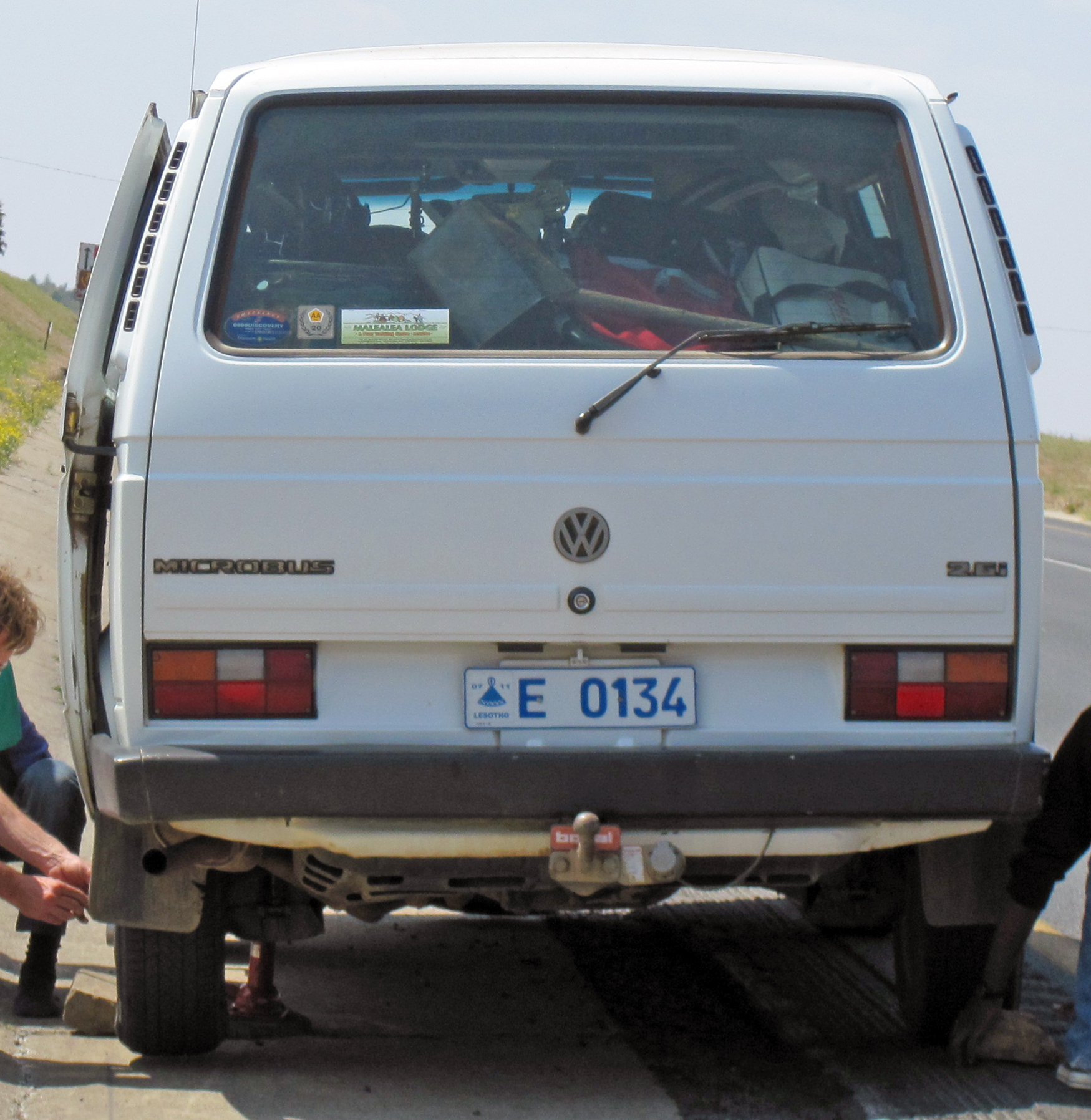
Volkswagen Microbus
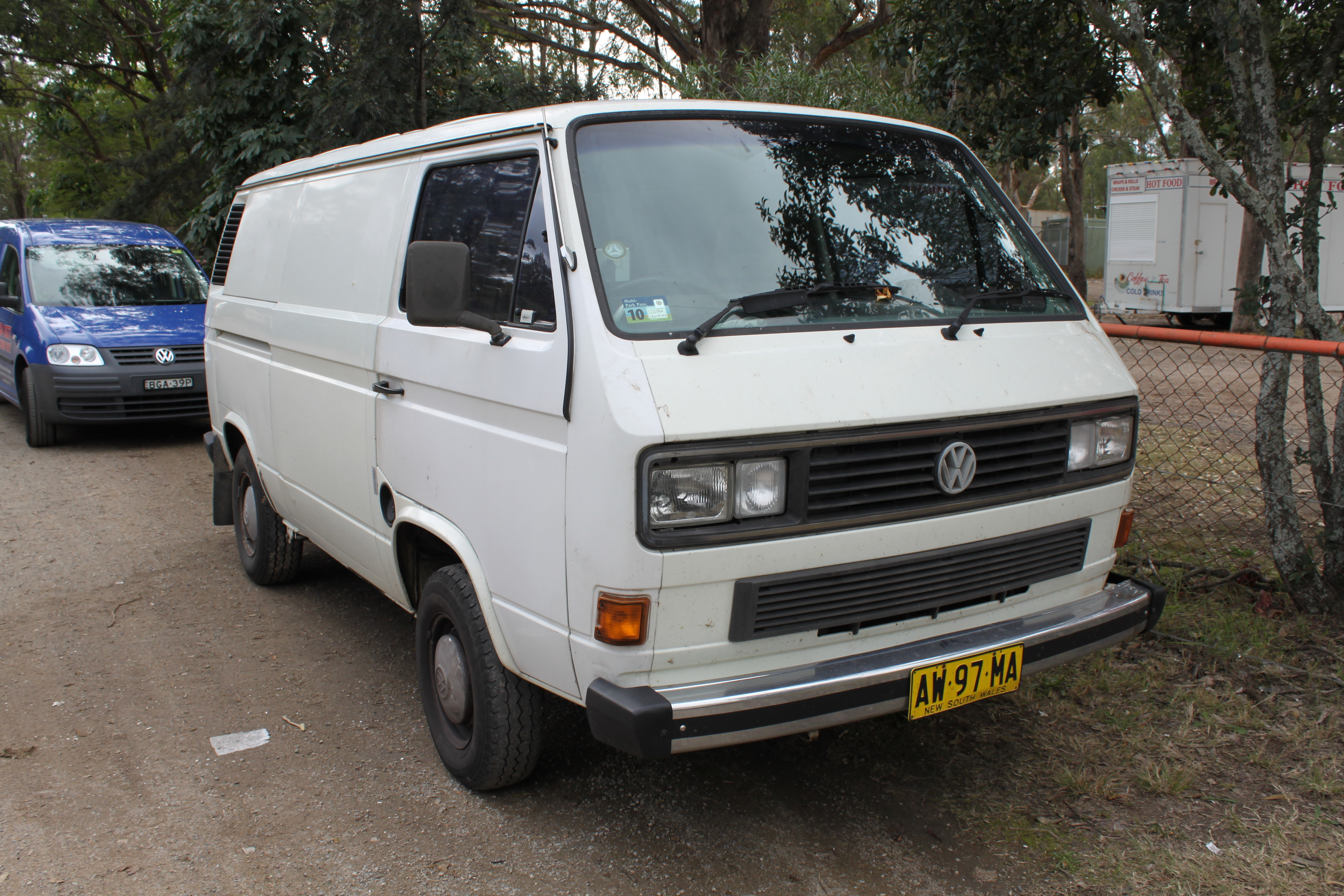
Volkswagen Kombi T3
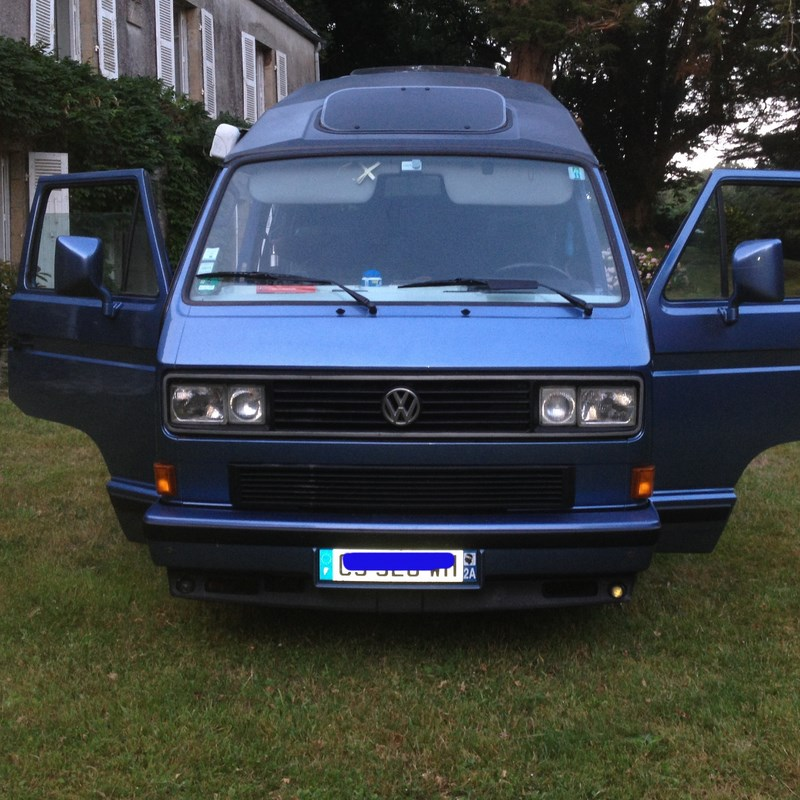
VW T3 Camper van Delher Profi 1991
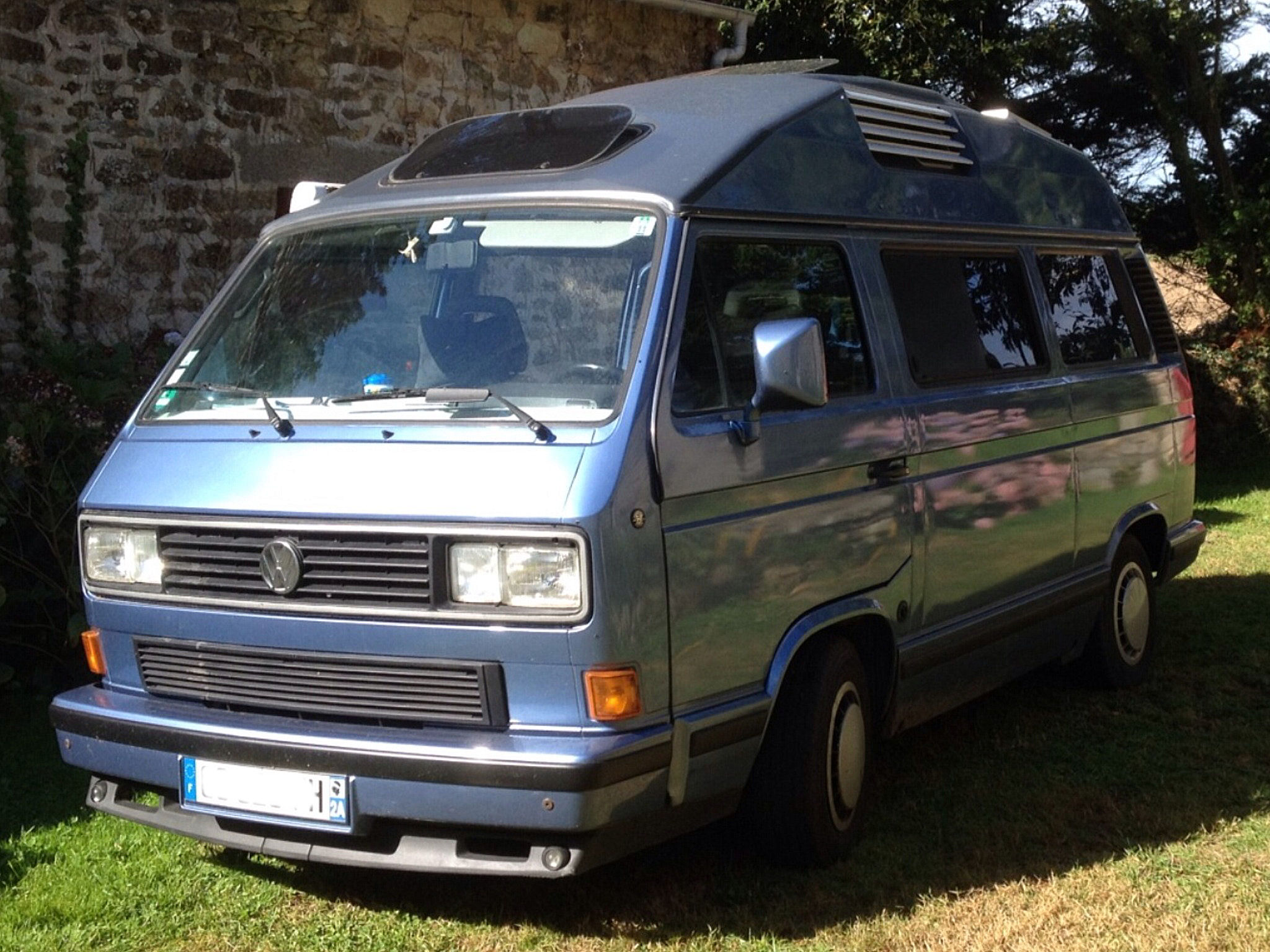
VW Transporter T3 1991 Delher Profi
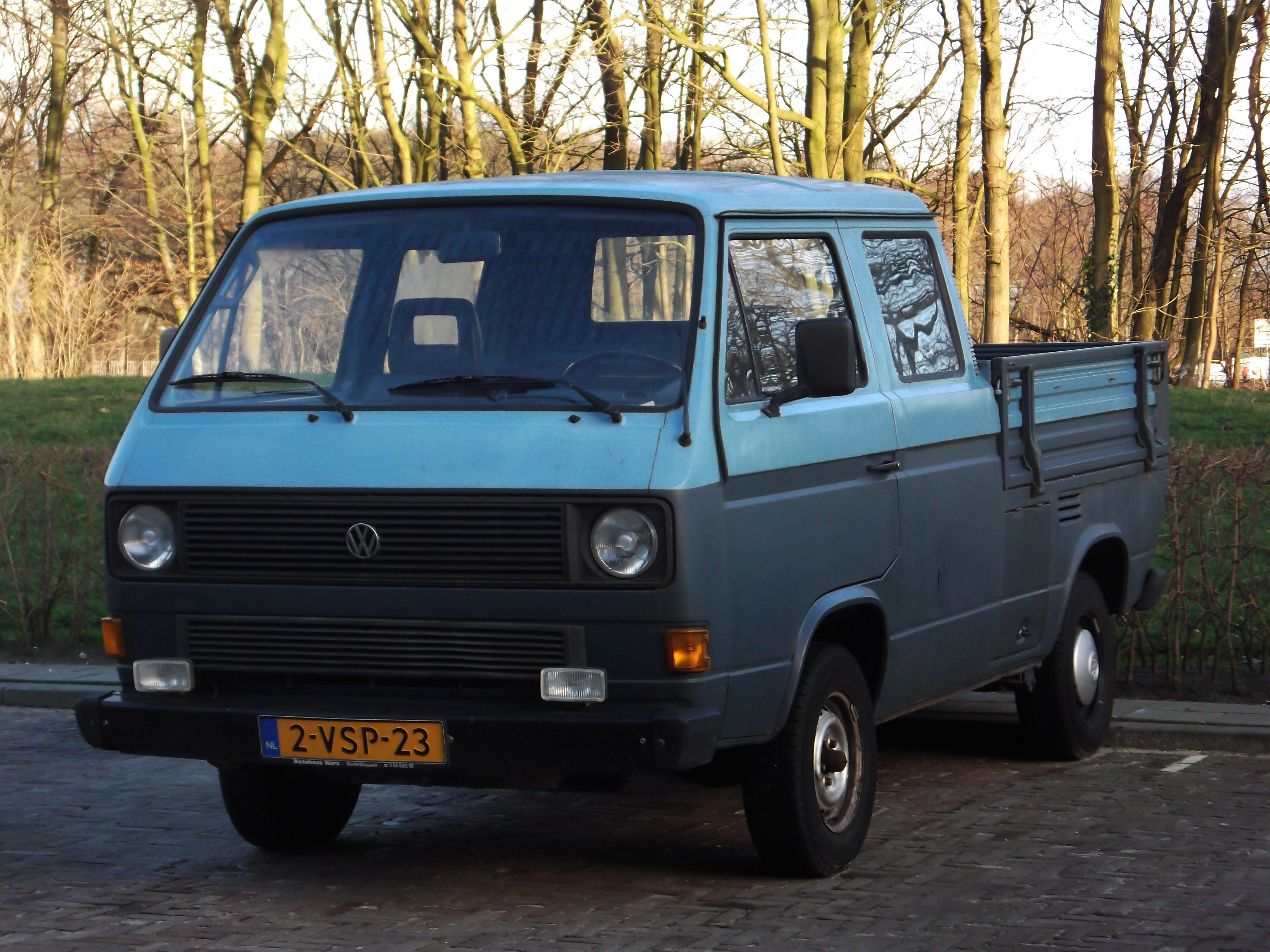
T3 pick up
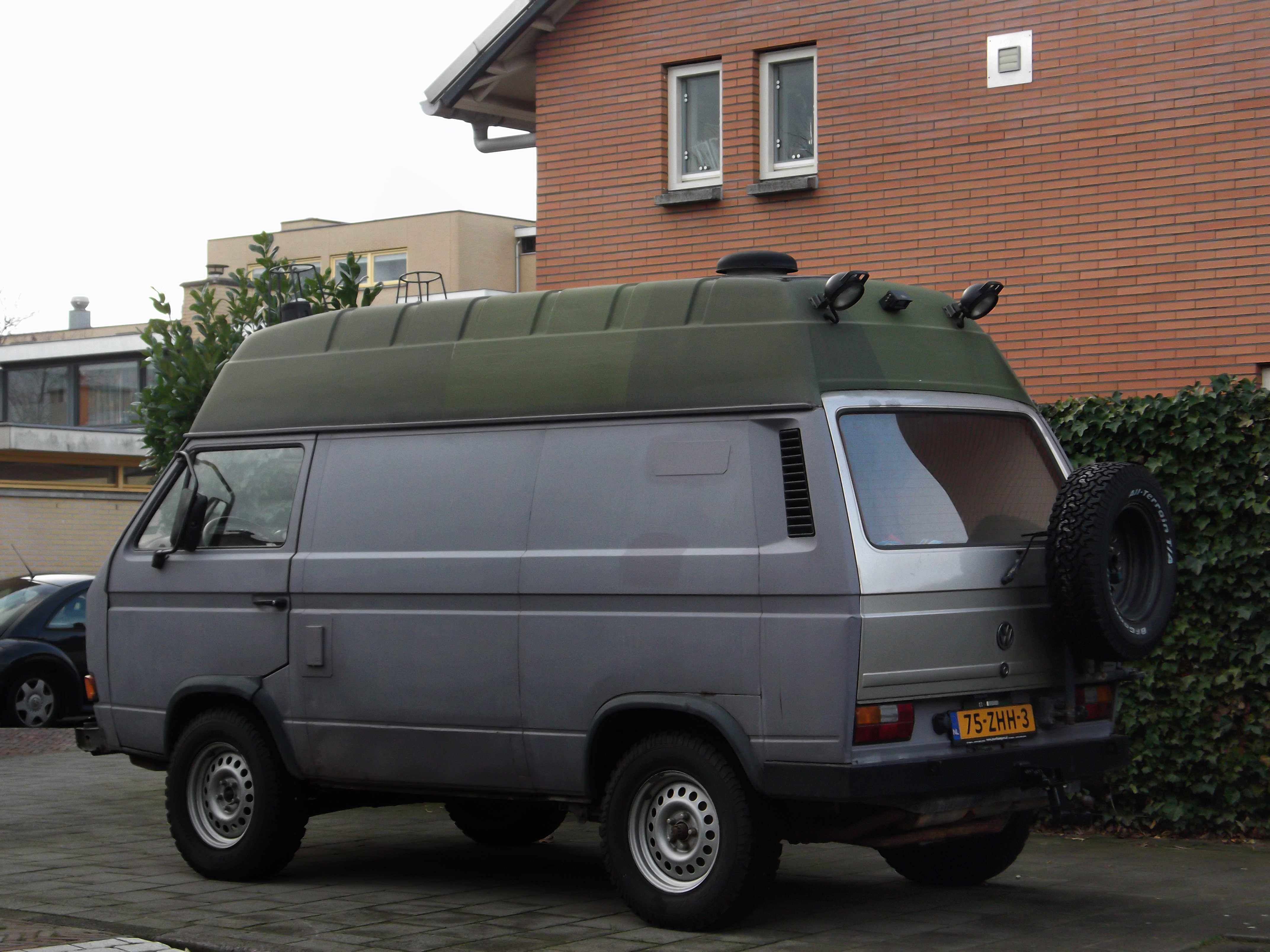
T3 syncro (4x4)